# Villette (roman)
Pour les articles homonymes, voir Villette.
Villette est un roman de la femme de lettres anglaise Charlotte Brontë, publié en 1853. Il a été traduit pour la première fois en français en 1932.

## Résumé
Après un désastre familial non spécifié, la protagoniste, Lucy Snowe, se rend dans la cité fictive de Villette (en réalité, Bruxelles), capitale du royaume de Labassecour (c'est-à-dire, la Belgique), où Charlotte Brontë et sa sœur Emily Brontë avaient elles-mêmes étudié, à la pension de Monsieur Héger. (Cette pension se trouvait rue d'Isabelle, dans un quartier détruit entre les deux guerres pour la construction de l'actuel Palais des Beaux-Arts de Bruxelles). Lucy Snowe part travailler dans un institut pour jeunes filles où elle est involontairement plongée dans l'aventure et les affaires de cœur. Cependant, le roman n'est pas tant célébré pour son intrigue que son portrait psychologique aigu de Lucy, particulièrement avec l'utilisation du roman gothique, en représentant de manière externe les souffrances intérieures de la protagoniste.

## Adaptation à la télévision
- 1970 : Villette, mini-série anglaise de la BBC réalisée par Moira Armstrong, avec Judy Parfitt et Bryan Marshall